# Знаменський Олександр Васильович
Олексáндр Васи́льович Знáменський (нар. 12 січня 1891 — 28 грудня 1937) —український, російський та радянський ентомолог, автор численних ґрунтовних досліджень у галузі захисту рослин. Доктор сільськогосподарських наук.

## Біографія
Олександр Васильович Знаменський народився 12 січня 1891 року в селі Успенське, нині Воронезької області. Він закінчив Санкт-Петербурзький психоневрологічний інститут, а згодом — агрономічне відділення  Київського політехнічного інституту.
1913 року Олександра, ще студента, запросили на Полтавську сільськогосподарську дослідну станцію для дослідження життєвого циклу брунькового довгоносика, від якого потерпало садівництво та винотградарствол Півдня Росії. Олександр Знаменський успішно виконав цю роботу під керівництвом зав. відділом ентомології М. В. Курдюмова. Під час його тривалих закордонних відряджень Знаменський виконував його обов'язки, а 1917 року очолив цей відділ. Згодом О. Знаменський переїхав до Ленінграда (1930) і через два роки вже обіймав посаду заступника директора з наукової роботи Всесоюзного інституту захисту рослин.
5 липня 1937 року О. В. Знаменського заарештували і висунули необґрунтовані звинувачення за  статтєю 58-10-11 Кримінального кодексу РСФСР (контрреволюційна діяльність). Особлива трійка при НКВС по Ленінградській області 25 грудня 1937 року присудила йому смертну кару і 28 грудня 1937 року вченого розстріляли..

## Наукова діяльність
Наукові інтереси О. Знаменського були зосереджені на всебічному вивченні комах — шкідників сільського господарства. Він досліджував їх географічне поширення, екологію, розробляв методи захисту рослин. Вибір конкретних об'єктів вивчення ґрунтувався нагальними господарськими потребами
Його перша наукова праця у цій царині дозволила з'ясувати невідомі важливі особливості життєвого циклу брунькового довгоносика.
О. Знаменський вивчав шкідників польових культур, зокрема мухи шведської, мухи-зеленоочки ярої, пильщика хлібного; ентомологічне значення строків сівби озимих культур тощо. Вчений ініціював створення в Україні мережі спостережних пунктів для потреб сільськогосподарської ентомології.
Працями Знаменського й Курдюмова жваво цікавився видатний природознавець В. І. Вернадський,. Розвиваючи вчення про «живу речовину» біосфери, він збирав дослідні матеріали щодо кількості комах на певній площині посіву. Ось запис у його щоденнику після другого візиту до Полтавської дослідної станції на початку 1918 року:
 «Розмовляв з С. Ф. Третьяковим, О. В. Знаменським. Хороше враження. Я був на Дослідному полі два роки тому, і залишилось у мене також хороше враження. Приємно бачити заклад, де триває спадкоємницька наукова робота. І зараз, після смерті талановитого ентомолога Курдюмова, в ентомологічному бюро працює Знаменський <…>, цікавий і відданий справі ентомолог»..
Тоді ж за ініціативи Вернадського було створене Полтавське товариство любителів природи і О. В. Знаменського обрали заступником голови Товариства (головою обрали самого Вернадського, який тоді обіймав посадку президента Української академії наук).
Того ж 1918 року організатор Полтавської дослідної станції Д. М. Бородін став емігрантом до США і разом з М. І. Вавіловим організував там Нью-Йоркське бюро ентомології.
 «Завдячуючи йому, [в Україні] на американські гроші було організовано роботу по дослідженню уражения зернових культур комахами шкідниками. Быв призначений на роботу полтавський ентомолог О. Знаменський з неймовірною за тими російськими часами платнею в 250 доларів (набагато більшою, ніж оклад Вавілова). На цю суму тоді можна було тримати половину Полтавської станції».

## Основні наукові праці
- Почковый долгоносик Sciaphobus squalidus  // Труды Полтавской сельскохозяйственной станции. Полтава: Тип. Д. А. Подземского, 1914.
- Земляные блохи, вредящие хлебным злакам. 1. Полосатая хлебная блоха (Phyllotreta vittula Rdt. II. Стеблевые хлебные блохи (Chaetocnema aridula Gyll.) и (Ch/ gortensis Geoffr.) — Полтава: Тип. Д. А. Подземского, 1917. (У співавторстві з М. В. Курдюмовим).
- Николай Васильевич Курдюмов и его роль в развитии прикладной энтомологии в России // Известия отдела прикладной энтомологии. 1921, т. 1, с. 46–61.
- Бюллетень о состоянии вредителей полеводства на 5 мая 1925 года. (Энтом. отд. Полт. оп. станции). — [Харьков]: Червоний друк, [1925]. — 8 с.
- Всеукраинская сеть наблюдательных пунктов. Инструкция для наюлюдения за вредителями полеводства. — Полтава: Більшовик Полтавщини, 1925. — 20 с.
- Гессенская муха и меры борьбы с ней. — Полтава: Більшовик Полтавщини, 1925. — 16 с.
- Значение хозяйственных и климатических условий для массового размножения гессенской и шведской мух в 1923 г. и песпективы на 1924 г. — Харьков, Всеукр. Агр.. 0-во, 1923. — 27 с.
- Насекомые, вредящие полеводству. Ч. 1. Вредители злаков // Тр. Полтав. с.-х. опыт. станции. Полтава, 1926.
- Пособие для производства обследования энтомофауны почв. — К., 1927.
- Насекомые, вредящие полевым культурам: изд. 2-е, перераб и доп. — М.–Л., 1937 (у співавторстві з В. М. Щоголевим)